# ماسایا کوجیما
ماسایا کوجیما (انگلیسی: Masaya Kojima؛ زادهٔ ۹ نوامبر ۱۹۹۷) بازیکن فوتبال اهل ژاپن است.